# 安德鲁·G·魏昂德
安德鲁·G·魏昂德（英語：Andrew G. Walder，1953年—），美国政治社会学家，专门研究中国社会，现任美国斯坦福大学社会学教授。

## 生平
1953年生。1975年本科毕业于美国约翰霍普金斯大学，1981年在密歇根大学获得社会学博士学位。
1981年-1987年，担任哥伦比亚大学助理教授。1987年-1995年，任教于美国哈佛大学。1995年至1997年任香港科技大学社会科学系主任。1997年加入斯坦福大学社会学系。

## 著作
著有《广西内战：中国西南边陲的文化大革命》（2023年）、《动乱的代理人：中国文化大革命内幕》（2019年）、《毛泽东时代的中国：脱轨的革命》（2015年），等。